# Ливнэ, Элиэзер
Элиэзер Ливнэ (ивр. אליעזר ליבנה‎; урождённый Ливенштейн; род. 2 декабря 1902 года, Лодзь, Царство Польское, Российская империя — 1 марта 1975 года, Израиль) — израильский политический и общественный деятель, журналист, сионистский активист, депутат кнессета первых двух созывов.

## Биография
Элиэзер Ливенштейн родился в еврейской семье в Лодзи, Российская империя, ныне Польша. После начала Первой мировой войны его семья переехала в Ростов-на-Дону, где Элиэзер пошёл в гимназию.
В 1920 году Ливенштейн репатриируется в Подмандатную Палестину, где работает дорожным рабочим.
В 1923 году он стал секретарем рабочего совета Хайфы. В том же году Ливенштейн поселился в кибуце Эйн-Харод, где прожил до 1939 года.
В 1949 году Ливнэ был избран в кнессет 1-го созыва, а в 1951 году он был переизбран в кнессет 2-го созыва. Занимал пост в комиссии по иностранным делам и безопасности.
В 1957 году Ливнэ вышел из состава партии МАПАЙ. В разное время он был редактором нескольких печатных изданий, таких как «Маарахот» и «Бетерем».
Элиэзер Ливнэ умер 1 марта 1975 года в возрасте семидесяти двух лет.

### Публикации
- 1932 год — «Вопрос социализма в наши дни»
- 1944 год — «Новый территориализм»
- 1952 год — «Во вратах эпохи»
- 1953 год — «Государство и изгнание»
- 1961 год — «НИЛИ — история политической смелости»
- 1969 год — «Аарон Ааронсон: личность и эпоха»
- 1971 год — «Израиль и кризис западной цивилизации»